# Giampaolo Crepaldi
Giampaolo Crepaldi (Pettorazza Grimani, 29 settembre 1947) è un arcivescovo cattolico italiano, dal 2 febbraio 2023 vescovo emerito di Trieste.

## Biografia
Nasce a Pettorazza Grimani, in provincia di Rovigo e diocesi di Chioggia, il 29 settembre 1947.

### Formazione e ministero sacerdotale
Dopo la formazione in preparazione al sacerdozio, il 17 luglio 1971 è ordinato presbitero, nella chiesa parrocchiale di Villadose, dal vescovo Giovanni Mocellini per la diocesi di Adria (oggi diocesi di Adria-Rovigo). Svolge fin dall'inizio il ministero pastorale come vicario cooperatore nella parrocchia di Villanova del Ghebbo e Castelmassa.
Nel 1975 si laurea in filosofia presso l'Università di Bologna e, nel 1977, consegue il diploma di perfezionamento, sempre in filosofia, all'Università degli Studi di Padova. Nel 1981 ottiene il dottorato in teologia presso la Pontificia università urbaniana e, nel 1989, la licenza in Diritto canonico presso la Pontificia Università Lateranense.
Nel 1977 viene incaricato come delegato vescovile per la pastorale sociale ed è nominato direttore del centro diocesano di formazione professionale. Nel 1985 è nominato parroco di Cambio e l'anno successivo direttore dell'ufficio episcopale per i problemi sociali e del lavoro presso la Conferenza Episcopale Italiana.
Il 9 aprile 1994 è nominato sottosegretario del Pontificio consiglio della giustizia e della pace.

### Ministero episcopale
Il 3 marzo 2001 papa Giovanni Paolo II lo nomina segretario del Pontificio consiglio della giustizia e della pace e vescovo titolare di Bisarcio; succede a Diarmuid Martin, precedentemente nominato osservatore permanente della Santa Sede presso le Nazioni Unite. Il 19 marzo seguente riceve l'ordinazione episcopale, nella basilica di San Pietro in Vaticano, per imposizione delle mani dello stesso pontefice, co-consacranti i cardinali Angelo Sodano e Giovanni Battista Re.
È il fondatore e il presidente dell'Osservatorio internazionale "Cardinale Van Thuán" sulla dottrina sociale della Chiesa. È inoltre autore di pubblicazioni prevalentemente sul medesimo argomento ed insegna pastorale sociale presso la Pontificia università lateranense. È membro del Pontificio consiglio della pastorale per i migranti e gli itineranti.
Il 4 luglio 2009 papa Benedetto XVI lo nomina 106º vescovo di Trieste, con il titolo ad personam di arcivescovo; succede ad Eugenio Ravignani, dimessosi per raggiunti limiti di età. Il 4 ottobre prende possesso della diocesi.
Indice il sinodo diocesano che si apre l'11 ottobre 2012 con il tema Permanetis in fide fundati et stabiles che si riallaccia idealmente all'Anno della fede.
Il 14 gennaio 2019 balza agli onori delle cronache nazionali per aver dichiarato in un'intervista al quotidiano La Verità che per la dottrina sociale della Chiesa non esiste alcun diritto a migrare affermando che per essa "i popoli devono rimanere nelle loro terre".
Il 2 febbraio 2023 papa Francesco accoglie la sua rinuncia, presentata per raggiunti limiti di età, al governo pastorale della diocesi di Trieste; gli succede Enrico Trevisi, del clero di Cremona. Rimane amministratore apostolico della diocesi fino all'ingresso del successore, che avviene il 23 aprile seguente.

## Opere
- La dimensione interdisciplinare della dottrina sociale della Chiesa, Edizioni Cantagalli, 2006;
- Globalizzazione. Una prospettiva cristiana, Edizioni Cantagalli, 2006;
- (con Paolo Togni), Ecologia ambientale ed ecologia umana, Edizioni Cantagalli, 2007;
- Laicità e verità. Cosa ci sta insegnando Benedetto XVI, Fede & Cultura, 2007;
- Dio o gli dei. Dottrina sociale della Chiesa: percorsi, Edizioni Cantagalli, 2009;
- Primo rapporto sulla dottrina sociale della Chiesa nel mondo, Edizioni Cantagalli, 2009;
- Il cattolico in politica, Edizioni Cantagalli, 2010;
- Secondo rapporto sulla dottrina sociale della Chiesa nel mondo, Edizioni Cantagalli, 2010;
- Terzo rapporto sulla dottrina sociale della Chiesa nel mondo, Edizioni Cantagalli, 2011;
- Laboratorio Trieste. La formazione dei cattolici all'impegno sociale e politico, Edizioni Cantagalli, 2012;
- Quarto rapporto sulla dottrina sociale della Chiesa nel mondo, Edizioni Cantagalli, 2012
- Quinto rapporto sulla dottrina sociale della Chiesa nel mondo, Edizioni Cantagalli, 2013;
- Sesto rapporto sulla dottrina sociale della Chiesa nel mondo, Edizioni Cantagalli, 2014;
- A compromesso alcuno. Fede e politica dei principi non negoziabili, Edizioni Cantagalli, 2015;
- Settimo rapporto sulla dottrina sociale della Chiesa nel mondo, Edizioni Cantagalli, 2016;
- Ottavo rapporto sulla dottrina sociale della Chiesa nel mondo, Edizioni Cantagalli, 2016;
- (con Giuseppe Mari), Papa Francesco e la famiglia, Morcelliana, 2017;
- La Chiesa italiana e il futuro della pastorale sociale, Edizioni Cantagalli, 2017;
- Nono rapporto sulla dottrina sociale della Chiesa nel mondo, Cantagalli, 2017;
- Lezioni di dottrina sociale della chiesa, Edizioni Cantagalli, 2019;
- Decimo rapporto sulla dottrina sociale della Chiesa nel mondo, Edizioni Cantagalli, 2019
- Undicesimo rapporto sulla dottrina sociale della Chiesa nel mondo, 2020;
- Dodicesimo rapporto sulla dottrina sociale della Chiesa nel mondo, Edizioni Cantagalli, 2021;
- La Cappella Madre della Riconciliazione. Trieste, Edizioni Palumbi, 2021;
- Tredicesimo rapporto sulla dottrina sociale della Chiesa nel mondo, Edizioni Cantagalli, 2022.

## Genealogia episcopale
La genealogia episcopale è:
- Cardinale Scipione Rebiba
- Cardinale Giulio Antonio Santori
- Cardinale Girolamo Bernerio, O.P.
- Arcivescovo Galeazzo Sanvitale
- Cardinale Ludovico Ludovisi
- Cardinale Luigi Caetani
- Cardinale Ulderico Carpegna
- Cardinale Paluzzo Paluzzi Altieri degli Albertoni
- Papa Benedetto XIII
- Papa Benedetto XIV
- Papa Clemente XIII
- Cardinale Enrico Benedetto Stuart
- Papa Leone XII
- Cardinale Chiarissimo Falconieri Mellini
- Cardinale Camillo Di Pietro
- Cardinale Mieczysław Halka Ledóchowski
- Cardinale Jan Maurycy Paweł Puzyna de Kosielsko
- Arcivescovo Józef Bilczewski
- Arcivescovo Bolesław Twardowski
- Arcivescovo Eugeniusz Baziak
- Papa Giovanni Paolo II
- Arcivescovo Giampaolo Crepaldi